# Urbanova
Urbanova é um bairro de São José dos Campos. É um bairro residencial e de alto padrão, sendo constituído quase que completamente por condomínios fechados horizontais.

## História
O Projeto Urbanova foi idealizado pelo banqueiro japonês Shishima Hifumi, fundador do Fukuoka Mutual Bank.
Em 1973, o banco, juntamente com a Obayashi Gumi S.A., adquiriam uma área com mais de 12.000 m2 a oeste do limite da zona urbana de São José dos Campos conhecida como Fazenda Jaguariúna.
Shishima Hifumi viria a falecer dois anos da compra do terreno, porém o andamento das obras do Projeto Urbanova ficaram por conta do seu filho, Tsukasa Shishima. Em 27 de março de 1990, por meio de um decreto, o ex-prefeito de São José dos Campos Joaquim Bevilacqua deu o nome de Shishima Hifumi à principal avenida do bairro, e a praça da rotatória principal do Urbanova recebeu o nome de Fukuoka, a cidade de origem de banqueiro.
O primeiro condomínio residencial a ser construído no novo bairro foi o Eldorado, liberado para a construção em 1990, e inicialmente um bairro aberto. O condomínio tornou-se fechado 6 anos depois.
Desde então, o bairro tem crescido ininterruptamente, com diversos condomínios horizontais, e alguns verticais, sendo lançados. No entanto, a partir de 2010, com a promulgação da Nova Lei de Zoneamento - LC 428/10, a construção de novos condomínios verticais na maior parte do bairro foi proibida.

## Características
O Urbanova está localizado à noroeste dos bairros Serimbura, Jardim Colinas e Jardim Esplanada II, mais especificamente na margem esquerda do Rio Paraíba do Sul. O bairro contém os seguintes condomínios fechados: Altos da Serra I, Altos da Serra II, Altos da Serra III, Altos da Serra IV, Altos da Serra VI, Beija Flor, Chácara dos Lagos, Eldorado, Floradas da Serra, Morada da Serra, Portal da Serra, Recanto da Serra, Reserva do Paratehy, Solaris da Serra e Alphaville,Residencial Jaguary. Ao todo, são 25 loteamentos fechados e 10 prédios residenciais.
O comércio que antes era modesto, vem ampliando a cada dia e hoje conta com escolas, academias, salão de beleza e estética, padarias, pizzarias, restaurante, pet shops, posto de gasolina, casa de materiais para construção, mercadinho, farmácia e outros. Pontos importantes do bairro são a sede da Universidade do Vale do Paraíba (UNIVAP), e o Parque Tecnológico Univap, vinculado à instuição.

### Zoneamento
De acordo com a Nova Lei de Zoneamento - LC 428/10, que estabelece regras para ocupação residencial e comercial na cidade, a maior parte da área urbanizada do Urbanova encontra-se nas zonas ZR1 e ZR2, permitindo somente o uso somente residencial e área mínima de lote de 250,00m2 (ZR2) e 450,00m2 (ZR1). O bairro possui algumas zonas ZUC1 e ZUC2, por exemplo em um trecho entre a Avenida Shishima Hifumi e o Rio Paraíba do Sul, onde é permitindo o comércio de forma restrita e casas sem tamanho mínimo de lote.
Finalmente, a área ao redor da UNIVAP se enquadra na ZUD, permitindo o desenvolvimento industrial, e algumas porções da reserva do Paratehy (ao norte do bairro) se enquadram na ZUC5, permitindo a construção de edifícios de até 15 andares.

### Transporte
O bairro possui uma única entrada, através da Av. Lineu de Moura, ligando-o ao trecho noroeste/sudeste do Anel Viário de São José dos Campos, que dá ao bairro acesso à Rodovia dos Tamoios, à Rodovia Dutra, ao centro da cidade e ao trecho nordeste/sudoeste do Anel Viário.
O bairro é atendido por duas linhas de ônibus. O Urbanova possui também uma ciclofaixa na maior parte da Av. Shishima Hifumi.

Parque Ribeirão Vermelho
O Parque Ribeirão Vermelho, localizado no bairro Urbanova (região oeste), foi aberto oficialmente para uso da população de São José dos Campos no dia 11 de fevereiro de 2017. Com uma área de aproximadamente 250 mil metros quadrados, o local oferece quadras poliesportivas e de tênis, pista de caminhada, pista de skate, playground, anfiteatro, quioques, além de academias ar livre, inclusive com equipamentos adaptados a cadeirantes estão à disposição dos frequentadores.
Além de proporcionar qualidade de vida, o Parque Ribeirão Vermelho tem como objetivo principal a preservação ambiental, com um bosque com mata nativa.
O grande destaque no parque, especialmente para as crianças, são as "piscinas verticais”, fontes que ficam com água para cima e para baixo para refrescar os frequentadores, principalmente em dias ensolarados.

Horário de Funcionamento
Segunda a sexta-feira, das 7h às 22h

Sábados, domingos e feriados, das 7h às 18h